# San Diego Country Estates
San Diego Country Estates es un lugar designado por el censo ubicado en el condado de San Diego en el estado estadounidense de California. En el año 2000 tenía una población de 9,262 habitantes y una densidad poblacional de 211 personas por km². San Diego Country States se encuentra ubicada dentro de Ramona. 

## Geografía
San Diego Country Estates se encuentra ubicado en las coordenadas 33°0′9″N 116°47′56″O / 33.00250, -116.79889. Según la Oficina del Censo, la ciudad tiene un área total de 43,9 km² (16,9 mi²), de la cual 43,9 km² (16,9 mi²) es tierra y 0 km² (0 mi²) (0.0%) es agua.

## Demografía
Según la Oficina del Censo en 2000 los ingresos medios por hogar en la localidad eran de $77,547, y los ingresos medios por familia eran $79,409. Los hombres tenían unos ingresos medios de $55,825 frente a los $34,472 para las mujeres. La renta per cápita para la localidad era de $27,685. Alrededor del 3.4% de la población estaban por debajo del umbral de pobreza.